# Boccaccio 2020
Boccaccio 2020 é um filme escrito, dirigido e produzido por Francisco Saia. O filme narra a situação da pandemia de Covid-19 na Itália, através de seis episódios cômicos e dramáticos com um tema social.

## Sinopse
2020. O mundo é devastado pela pandemia do COVID-19. Na Itália, a situação é pior do que em outros estados; o governo da nação emitiu um decreto proibindo a população de deixar suas casas. Em uma situação muito semelhante à descrita por Boccaccio no Decameron, os jovens de Florença decidem transgredir essas leis, reunindo-se todas as noites em uma casa da cidade, contando nas histórias trash.
Essas histórias contam sobre um grupo de cônjuges judeus tentando escapar de um comandante nazista, um grupo de adolescentes que se viciam em videogames, um garoto que vive em um futuro desprovido de tradições e folclore, de um garoto vítima de bullying, de um cinéfilo que perturba as pessoas em um cinema e um grupo de alienígenas que sequestram um humano para privar a inteligência da Terra.

## Recepção
o filme é definido por algumas revistas nacionais como um produto cinematográfico estranho, mas com idéias muito originais e encontradas, tratando de tópicos importantes como: bullying, racismo e exclusão social em um contexto atual do período pandêmico de Covid-19